# Alex Song
Alexandre Dimitri Song Billong, mer känd som Alex Song, född 9 september 1987 i Douala, Kamerun, är en kamerunsk före detta fotbollsspelare.

## Karriär
Song debuterade i moderklubben SC Bastia som 16-åring 2004 och spelade som vänsterback men hans naturliga position är som defensiv mittfältare. Säsongen 2005-2006 lånades Song av Arsenal som efter säsongen utnyttjade en köpoption och köpte loss spelaren. Song var utlånad till Charlton Athletic FC ett halvår med start i januari 2007. Trots att Charlton Athletic FC åkte ut gjorde Song en bra säsong och fick sedermera spela regelbundet i Arsenal.
Song blev inröstad i den bästa startelvan i det afrikanska mästerskapet 2008.
Han är brorson till Rigobert Song.

### FC Barcelona
Den 18 augusti 2012 blev Song klar för FC Barcelona. Barcelona fick betala 19 miljoner euro för Song och hans kontrakt sträcker sig över fem säsonger.. 

### West Ham United
Säsongen 2014/2015 blev han utlånad till West Ham United. Även säsongen 2015/2016 blev han utlånad från Barcelona till West Ham.

## Meriter

### FC Barcelona
- La Liga: 2012/2013
- Spanska supercupen: 2013